# Cedar Hill (Misuri)
Cedar Hill es un lugar designado por el censo ubicado en el condado de Jefferson en el estado estadounidense de Misuri. En el Censo de 2010 tenía una población de 1721 habitantes y una densidad poblacional de 289,53 personas por km².

## Geografía
Cedar Hill se encuentra ubicado en las coordenadas 38°21′27″N 90°38′27″O / 38.35750, -90.64083. Según la Oficina del Censo de los Estados Unidos, Cedar Hill tiene una superficie total de 5.94 km², de la cual 5.94 km² corresponden a tierra firme y (0%) 0 km² es agua.

## Demografía
Según el censo de 2010, había 1721 personas residiendo en Cedar Hill. La densidad de población era de 289,53 hab./km². De los 1721 habitantes, Cedar Hill estaba compuesto por el 97.68% blancos, el 0.52% eran afroamericanos, el 0.29% eran amerindios, el 0.41% eran asiáticos, el 0% eran isleños del Pacífico, el 0% eran de otras razas y el 1.1% pertenecían a dos o más razas. Del total de la población el 1.16% eran hispanos o latinos de cualquier raza.